# Supercopa da Bélgica
A Supercopa da Bélgica ou Pro League Supercup, é uma competição de clubes belga disputada em partida única entre o campeão da Primeira Divisão Belga e os vencedores da Copa da Bélgica.
O clube de maior sucesso na Supercopa é o Club Brugge com 17 títulos, seguido pelo Anderlecht (13), Standard Liège (4), Genk (2) e Lierse (2). Foi criado em 1979 e realizado todos os anos desde então, com a única exceção de 1989 e 2020. O atual detentor é o Club Brugge, que derrotou o Gent por 1 a 0 na partida de 2022.

## Desempenho por clube
- Club Brugge: 18 títulos e 3 vice-campeonatos
- Anderlecht: 13 títulos e 7 vice-campeonatos
- Sandard Liège: 4 títulos e 5 vice-campeonatos
- Genk: 2 títulos e 7 vice-campeonatos
- Beveren: 2 títulos e 2 vice-campeonatos
- Lierse: 2 títulos
- Gent: 1 título e 3 vice-campeonatos
- Antwerp: 1 título e 1 vice-campeonato
- Waregem: 1 título
- Royale Union Saint-Gilloise: 1 título e 1 vice-campeonato
- Cercle Brugge: 2 vice-campeonatos
- Lokeren: 2 vice-campeonatos
- Zulte Waregem: 2 vice-campeonatos
- Beerschot AC: 2 vice-campeonatos
- Mechelen: 2 vice-campeonatos
- Westerlo: 1 vice-campeonato
- RFC Liège: 1 vice-campeonato
- Beerschot VAC: 1 vice-campeonato
- La Louvière: 1 vice-campeonato

## Vencedores
| Temporada | Campeão        | Vice-campeão       |
| --------- | -------------- | ------------------ |
| 1979      | Beveren        | Beerschot VAC      |
| 1980      | Club Brugge    | Beveren            |
| 1981      | Standard Liège | Anderlecht         |
| 1982      | Waregem        | Standard Liège     |
| 1983      | Standard Liège | Beveren            |
| 1984      | Beveren        | Gent               |
| 1985      | Anderlecht     | Cercle Brugge      |
| 1986      | Club Brugge    | Anderlecht         |
| 1987      | Anderlecht     | Mechelen           |
| 1988      | Club Brugge    | Anderlecht         |
| 1989      | Não disputada  | Não disputada      |
| 1990      | Club Brugge    | RFC Liége          |
| 1991      | Club Brugge    | Anderlecht         |
| 1992      | Club Brugge    | Antwerp            |
| 1993      | Anderlecht     | Standard Liège     |
| 1994      | Club Brugge    | Anderlecht         |
| 1995      | Anderlecht     | Club Brugge        |
| 1996      | Club Brugge    | Cercle Brugge      |
| 1997      | Lierse         | Germinal Beerschot |
| 1998      | Club Brugge    | Genk               |
| 1999      | Lierse         | Genk               |
| 2000      | Anderlecht     | Genk               |
| 2001      | Anderlecht     | Westerlo           |
| 2002      | Club Brugge    | Genk               |
| 2003      | Club Brugge    | La Louvière        |
| 2004      | Club Brugge    | Anderlecht         |
| 2005      | Club Brugge    | Germinal Beerschot |
| 2006      | Anderlecht     | Zulte Waregem      |
| 2007      | Anderlecht     | Club Brugge        |
| 2008      | Standard Liège | Anderlecht         |
| 2009      | Standard Liège | Genk               |
| 2010      | Anderlecht     | Gent               |
| 2011      | Genk           | Standard Liège     |
| 2012      | Anderlecht     | Lokeren            |
| 2013      | Anderlecht     | Genk               |
| 2014      | Anderlecht     | Lokeren            |
| 2015      | Gent           | Club Brugge        |
| 2016      | Club Brugge    | Standard Liège     |
| 2017      | Anderlecht     | Zulte Waregem      |
| 2018      | Club Brugge    | Standard Liège     |
| 2019      | Genk           | Mechelen           |
| 2020      | Não disputada  | Não disputada      |
| 2021      | Club Brugge    | Genk               |
| 2022      | Club Brugge    | Gent               |
| 2023      | Royal Antwerp  | Mechelen           |
| 2024      | Union SG       | Club Brugge        |
| 2025      | Club Brugge    | Union SG           |